# Tagetes erecta
Tagetes erecta je jednogodišnja biljka iz porodice glavočika čija su domovina Meksiko i Gvatemala. Na španjolskom jeziku poznata je kao Flor de muerto, ruda, osa de muerto i clavelina. Iz Meksika je uvezena u brojne države, kako u SAD, tako i u Južnu Ameriku, gotovo cijelu Europu (uključujući Hrvatsku), Aziju i Afriku.
T. erecta može narasti najviše do 1.8 m. Poznata je po svojim velikim cvjetnim mirisnim glavicama, pa je primamljiva za kolibriće i leptire. 
Listovi su nasuprotni. I listovi i cvjetovi su aromatični kada se gnječe. Cvjetovi mogu biti žute ili narančaste boje, ili bjelkasti.

## Sinonimi
- Tagetes corymbosa Sweet
- Tagetes elongata Willd.
- Tagetes heterocarpha Rydb.
- Tagetes major Gaertn.
- Tagetes patula L.
- Tagetes remotiflora Kunze

## Galerija
- Tagetes erecta
- Tagetes erecta
- T. erecta, sjeme